# Porte de Saint-Cloud
La porte de Saint-Cloud est une porte de Paris, en France, située dans le 16e arrondissement.

## Situation et accès
La porte de Saint-Cloud est une grande porte de Paris située à 150 m à l'ouest de la porte du Point-du-Jour et 900 m au sud de la porte Molitor. Elle se présente comme un vaste rond-point où l'avenue de Versailles et la rue Michel-Ange rejoignent le boulevard Murat, et d'où on peut rejoindre trois grandes artères traversant Boulogne-Billancourt, l'avenue Pierre-Grenier, l'avenue Edouard-Vaillant et la route de la Reine.
La porte de Saint-Cloud donne accès au stade Pierre-de-Coubertin, au Parc des Princes, et est située à proximité de l'hôpital Henri-Dunant. Le rond-point est bordé côté nord par l'église Sainte-Jeanne-de-Chantal.
La porte de Saint-Cloud constitue un important accès aux voies du périphérique à l'ouest de Paris et débouche sur la RD910.
Elle est desservie par la ligne de métro 9 à la station Porte de Saint-Cloud.

## Historique

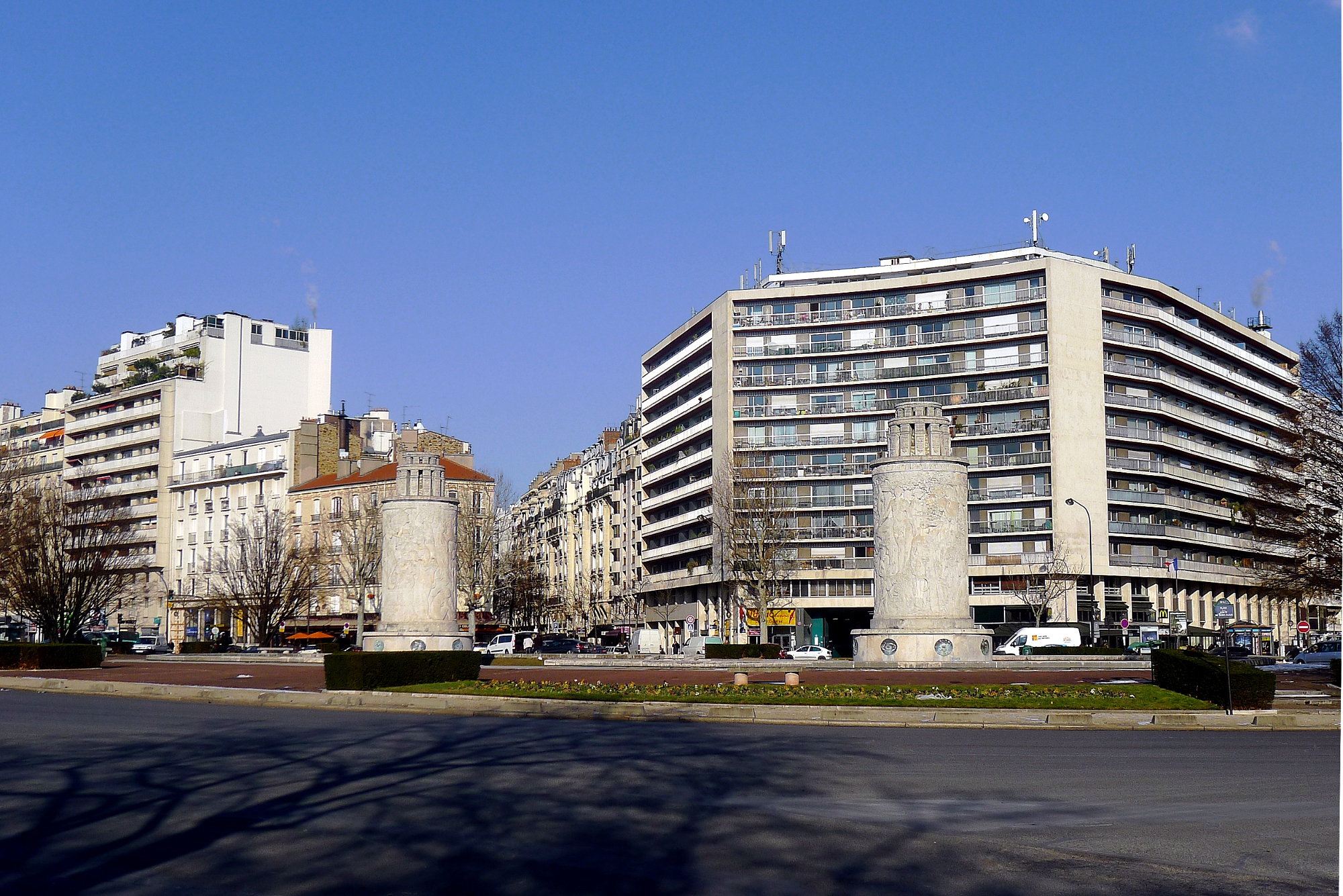
Les fontaines de la place de la Porte-de-Saint-Cloud.
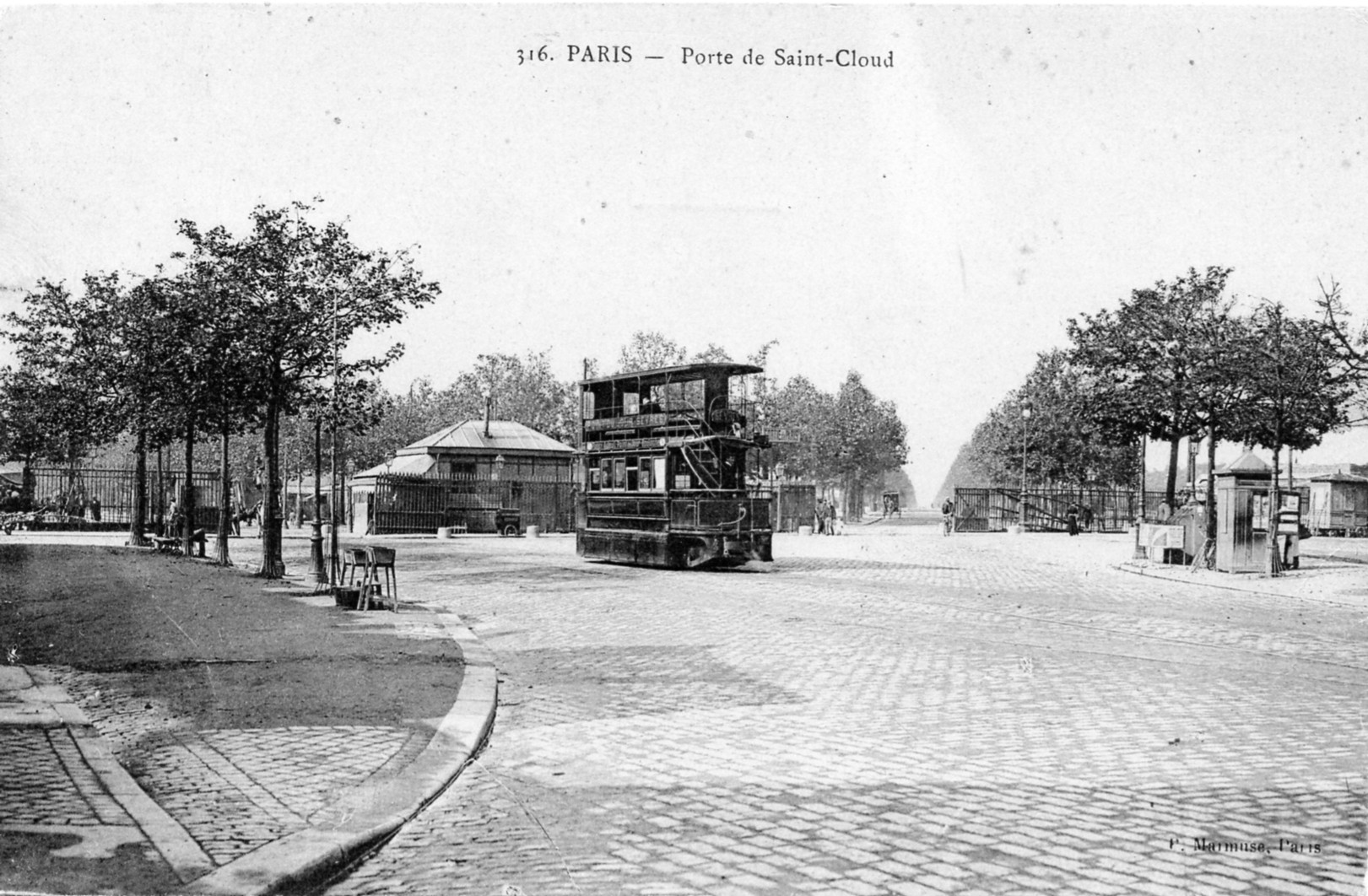
La porte de Saint-Cloud et un tramway à impériale de la Compagnie générale des omnibus, système Mékarski à air comprimé, vers 1900.

## Bâtiments remarquables et lieux de mémoire
Au centre du terre-plein de la place de la Porte-de-Saint-Cloud située à proximité se dressent deux fontaines monumentales symbolisant les sources de la Seine, couvertes de bas-reliefs sculptés en 1936 par Paul Landowski. Elles marquaient l’entrée de l’annexe de l’Exposition universelle de 1937, consacrée aux sports et à la chasse.

## Lieu de tournage
Film :
- On est fait pour s'entendre

Séries : 
- Emily in Paris